# Antonio Jakoliš
Antonio Jakoliš⁠ (n. 28 februarie 1992, Varaždin, cantonul Varaždin, Croația) este un fotbalist croat liber de contract, care joacă pe post de mijlocaș lateral. Pe plan internațional, are prezențe la națională pentru Croația U-17⁠(d), Croația U-19⁠(d), Croația U-20⁠(d) și Croația U-21⁠(d).

## Carieră
În ianuarie 2012, Jakoliš termină contractul cu Šibenik și semnează cu Dnipro Dnipropetrovsk. El este împrumutat la Kryvbas, și a debutat în prima echipă în repriza a doua la înfrângerea cu 2-0 cu Zorya Luhansk, pe 16 martie 2012.

### Hajduk Split
După ce și-a încheiat munca la Dnipro Dnipropetrovsk, a semnat pe 3 ani și jumățate cu HNK Hajduk Split în decembrie 2012.
În iunie 2013 contractul cu Hajduk s-a terminat și a semnat cu Mouscron-Péruwelz din a doua liga belgiană.

### Steaua București
A debutat la Steaua în meciul cu FC Botoșani (8 septembrie 2016). După sezonul 2016–2017, Jakoliš a fost împrumutat la Apollon Limassol în Cipru.

## Performanțe
Club
CFR Cluj
- Cupa României 2015-2016